# Noel Fielding
Noel Fielding (født 21. maj 1973) er en engelsk komiker, kunstner og skuespiller. Han er nok bedst kendt som Vince Noir fra serien The Mighty Boosh, en serie han skriver sammen med sin ven Julian Barratt, der har rollen som Howard Moon. Han har desuden i adskillige sæsoner været den ene holdkaptajn i den satiriske musikquiz "Never Mind The Buzzcocks". I 2011 deltog han i danseprogrammet "Let´s dance for comic relief" med en udgave af Kate Bushs (musikvideo) "Wuthering heights", han nåede til finalen. 

## The Mighty Boosh
Fielding er nok bedst kendt som den modeglade Vince Noir i serien The Mighty Boosh. 
Han spiller overfor Julian Barratt (Howard Moon) som, sammen med Noel, skriver serien og Michael Fielding (Naboo).
Vince Noir bliver ofte forvekslet med Howard Moons kone, da hans stil er rimelig feminin. Den involverer ofte drain-pipe jeans med tryk, jakker med pels, støvler med høje hæle, en "mirror ball suit", farverige smykker og tøjstykker fra kæden Top Shop.
Udover at ligne en piget dreng, så kan Vince snakke med dyr, som har givet ham kælenavne som f.eks "Mowgli In Flares" ("Mowgli i trompetbukser").
Vince er rasende populær hos stort set alle de andre karakterer i serien, hvilket irriterer Howard, da han selv er meget upopulær.
Fielding er en stor del af den kreative proces, der finder sted omkring The Mighty Boosh. Han har selv lavet nogle af kostumerne og tegnet seriens logo, som forestiller en mand med en maske. Hans lillebror, Michael Fielding,  spiller Naboo i "Mighty Boosh".

## The Goth Detectives
I 2006 deltog Noel i den årlige quiz The Big Fat Quiz Of The Year, hvor Jimmy Carr er vært. Noel blev sat på hold sammen med komikeren Russell Brand, og det endte med at, de til trods for at de jokede sig igennem hele showet og bevidst kom med sjove forkerte svar vandt hele quizzen, fordi Carr i spøg havde sagt, at de kunne få 22 point, hvis de svarede korrekt på et spørgsmål om fjernsyn. Noel og Russel deltog i quizzen igen i 2007, her vandt de dog ikke. Noel Fielding deltog i quizzen igen i 2010, denne gang med Richard Ayoade.
På grund af en joke om en bobslæde (bob skeleton) endte det med, at Noel blev døbt Bob Skeleton, og sammen med Russell dannede han et fiktivt detektiv-firma, The Goth Detectives. 
Det ledte til, at de optrådte som henholdsvis Bob Skeleton (Fielding) og Macabre de Coiffure (Brand) ved Teenage Cancer Trust, et arrangement der støtter op omkring unge med kræft.

## Kunst
Før Noel blev komiker gik han på en kunstskole. Noel fik, i 2008, udstillet nogle billeder han havde malet under titlen: Psychedelic Dreams of the Jelly Fox. 
Fieldings inspirationer skulle eftersigende være Henri Rousseau, René Magritte, Willem de Kooning, Roy Lichtenstein og Dexter Dalwood.